# Giovanni Gambardella
Giovanni Gambardella (Taranto, 22 aprile 1935 – Genova, 11 settembre 2023) è stato un imprenditore e dirigente d'azienda italiano, presidente e amministratore delegato della holding Omnia.
È noto per aver guidato il gruppo Ansaldo in qualità di amministratore delegato e per aver liquidato la Finsider e creato dalle sue ceneri l'Ilva, di cui è stato amministratore delegato. 
Ha ricoperto inoltre importanti ruoli in diverse organizzazioni industriali e scientifiche, tra cui Federacciai, Confindustria, American Nuclear Society e American Society of Mechanical Engineers.

## Biografia

### La famiglia
Il nonno, originario di Amalfi, fu uno stimato medico condotto e il padre fu uno degli imprenditori campani autori della ricostruzione nel dopoguerra. Giovanni Gambardella è sposato con Carmela Argenziano Avagliano, con cui ha avuto tre figli (Alfonso, Olga e Giovanna).

### L'infanzia e l'adolescenza
Giovanni Gambardella trascorse i primi anni di vita a Taranto (sua città natale), per poi trasferirsi con la famiglia a Grottaglie durante la seconda guerra mondiale. Dopo la fine del conflitto, la famiglia si spostò a Salerno, dove il giovane Giovanni frequentò il prestigioso Liceo Ginnasio "Torquato Tasso".

### La formazione universitaria
Conseguita la maturità classica, nel 1953 Giovanni Gambardella si spostò a Napoli per frequentare la Facoltà di Matematica presso l'Università degli Studi di Napoli Federico II, dove ebbe come professore Renato Caccioppoli. Dopo la laurea, nel 1956 si trasferì a Torino, dove si iscrisse alla Facoltà di Ingegneria del Politecnico di Torino, laureandosi nel 1959. Concluse la sua formazione con un master universitario in Energia Nucleare presso l'Università degli Studi di Roma "La Sapienza".

### Gli anni nella ricerca
Nel 1960 Giovanni Gambardella iniziò a lavorare come ricercatore nel campo energetico presso il Centro Studi Nucleare (CSN) di Ispra sotto l'egida del Comitato Nazionale per l'Energia Nucleare (CNEN), per poi trasferirsi l'anno successivo al CSN di Casaccia (frazione della città di Roma), dove guidò l'unità sperimentale dei metalli liquidi fino al 1969.

### L'affermazione alla NIRA e all'Ansaldo
Nel 1969 venne nominato vicedirettore generale prima e direttore generale poi della Progettazioni Meccaniche Nucleari (PMN), per poi passare nel 1976 alla NIRA dove ricoprì incarichi di crescente responsabilità fino a diventare amministratore delegato. Nel 1983 approdò come amministratore delegato all'Ansaldo, gruppo industriale con sede a Genova che era nel frattempo divenuto il principale gruppo termo-elettromeccanico italiano con circa 16.000 dipendenti.

### L'esperienza nel settore siderurgico
Al culmine della propria carriera in Ansaldo, Giovanni Gambardella venne chiamato nel 1987 dal gruppo IRI a riorganizzare la siderurgia italiana. Nel ruolo di amministratore delegato, infatti, liquidò i rami secchi della Finsider e rinominò Ilva la società risultante dopo la liquidazione.

### L'attività imprenditoriale
Nel 1993 lasciò l'Ilva e fondò la Omnia S.p.A. (successivamente ricostituita come S.r.l.), tramite cui erogò servizi di consulenza all'allora Sindaco di Trieste Riccardo Illy e alla Regione Friuli-Venezia Giulia. Tramite la Omnia Giovanni Gambardella avviò inoltre una serie di investimenti nel settore immobiliare (tra cui figura la riqualificazione di Villa Carrara) e in quello automobilistico (in particolare vennero acquisite due storiche carrozzerie italiane, la Boneschi e la Savio, tuttora di proprietà della holding di famiglia).

### L'impegno nella formazione complementare
In parallelo alle attività professionali e imprenditoriali Giovanni Gambardella ha svolto numerosi progetti di formazione complementare e sviluppo di politiche giovanili, il più famoso dei quali è il Progetto Mediterraneo, organizzato in collaborazione con la Fondazione Ansaldo dalla sua Scuola d'impresa Arpa, nata nel 1995 con la costituzione dell'omonima associazione non-profit che è tuttora attiva nell'erogazione di attività di formazione complementare indirizzate principalmente ai giovani.